# Escola Normal de Mestres de Balears
L'Escola Normal de Mestre de les Balears (dita també Seminari de Mestres) va ser fundada a Palma l'any 1842, dirigida per Francesc Riutort.
Fins al segle xix les llicències per a exercir el magisteri foren concedides per entitats de caràcter gremial. Fins al 1834 no foren organitzades escoles especials de mestres. L'expressió legal de l'organització de les escoles normals es va concretar al Reglamento orgánico de las Escuelas Normales (1843). Sostingudes per les respectives diputacions, hom creà escoles normals de mestres a Palma (1842) i a Barcelona (1845). A l'Escola Normal hi col·laboraren la Diputació, l'Ajuntament de Ciutat, l'Institut Balear i la Societat Econòmica Mallorquina d'Amics del País. Els municipis hi havien d'enviar alumnes de manera obligatòria, fent-se càrrec de les despeses. L'Escola ocupà un local que havia estat de l'antic Convent de Sant Francesc d'Assís. Francesc Riutort havia estat alumne de l'Escola Normal Central de Madrid, fundada el 1839 pel liberal Pablo Montesino. Riutort va ser director de la Normal de Palma fins a 1854, quan fou nomenat inspector general de primer ensenyament a Madrid.
Els primers resultats de l'Escola Normal de Palma es manifestaren en els exàmens de 1844, en un moment d'exaltació liberal (regència d'Espartero), que constituïren un fet de rellevància ciutadana. Però els pressuposts de la Diputació eren manifestament insuficients per fer front a un projecte educatiu important i els municipis no disposaven de recursos.
A partir de 1849 les normals varen ser reestructurades i sotmeses a un règim més centralitzat. L'Escola Normal de Palma va haver de passar d'Escola Superior a Escola Normal Elemental, degut a les restriccions econòmiques, i depenia de l'Institut Balear i de la Universitat de Barcelona. El 1879 passà al carrer de Montenegro.
L'ensenyament normal per a dones no fou iniciat fins al 1860 (el 1864 a València), i fou declarat oficial i obligatori el 1868. A Palma, el 1872 fou fundada l'Escola Normal de Mestres de Balears (femenina), continuació del Col·legi de la Puresa creat pel bisbe Bernat Nadal el 1809. En fou la directora, fins a l'any 1912, la Mare Alberta Giménez. L'any 1913 l'Escola Normal de Mestresses passà a l'estat, circumstància que no fou ben vista per una part de la societat mallorquina.
A partir de 1915 l'Escola Normal va ser dotada d'un professorat competent, formal a l'Escola Superior de Magisteri, que explicà des de les càtedres les noves metodologies i inicià, a través de Francisco Bello, els primers estudis de psicopedagogia experimental. En la Segona República, amb el pla professional de magisteri, dugué a terme una eficaç preparació dels mestres.
Actualment, l'ensenyament normal té el rang de carrera universitària de grau (antigament es consideraven diplomatures de tres anys de durada) i és impartit a les escoles universitàries de formació del professorat i facultats d'educació.